# Lomas Blancas
Lomas Blancas je menší, neaktivní stratovulkán, nacházející se v centrální části Chile, asi 15 km jihovýchodně od stratovulkánu Nevado de Longaví. Vznik sopky je datován na konec pleistocénu. Dominantní forma Lomas Blancas je 2,3 km široká kaldera, která vznikla pravděpodobně kolapsem vulkanické stavby během vývoje. Okraje kaldery jsou na jihovýchodní straně otevřené čedičově-andezitovým lávovým proudem s délkou sedm kilometrů. Větší část vulkanické stavby je pokryta vrstvou pemzy, pocházející pravděpodobně z erupcí blízkého stratovulkánu Nevado de Longaví.